# Louis Van Schill
Louis Van Schill (nascido em 18 de novembro de 1912) é um ex-ciclista belga. Representou seu país, Bélgica, na prova tandem nos Jogos Olímpicos de Verão de 1948, terminando na quinta posição.